# Teatre cantat tradicional xinès

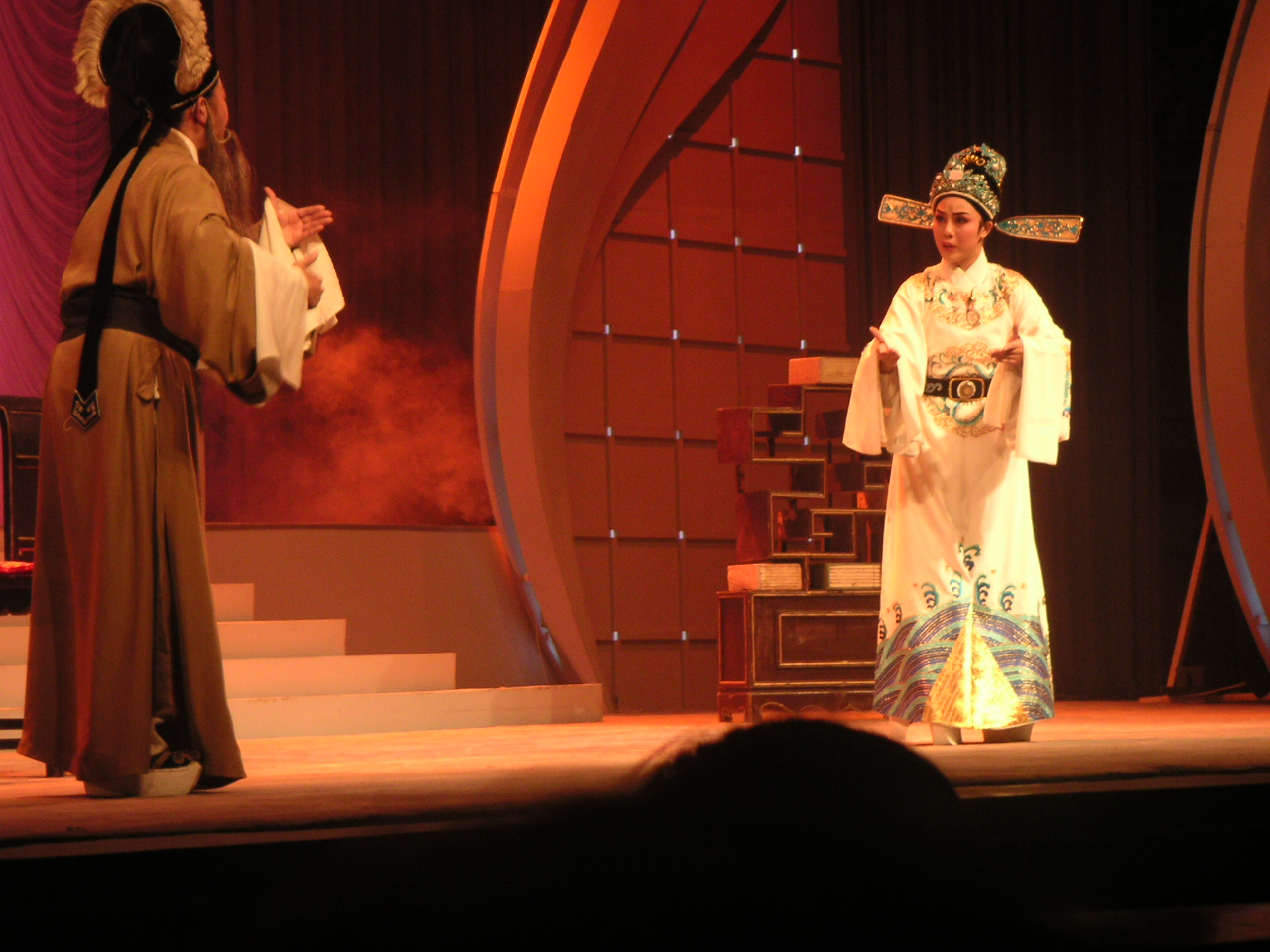
Teatre cantat tradicional xixès o "òpera xinesa"

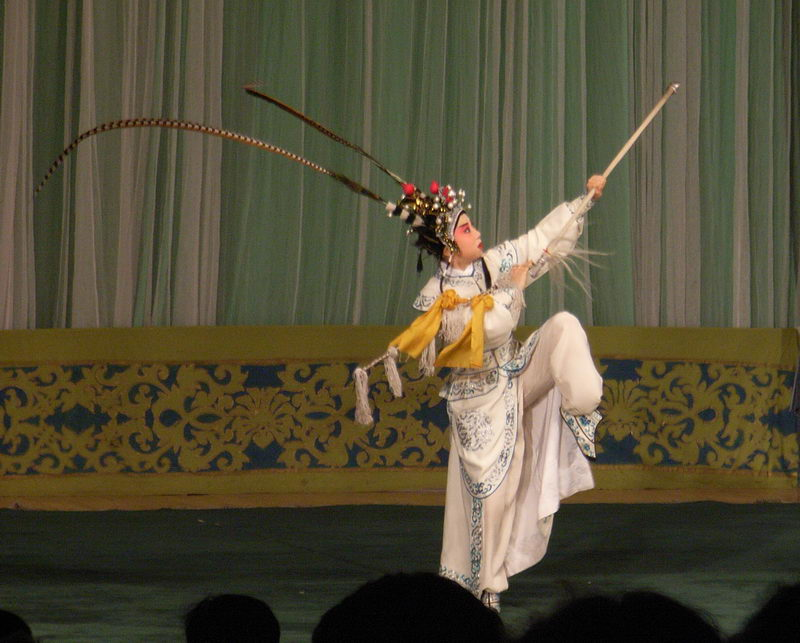
Teatre cantat tradicional xinès a l'ôpera de Pequín

L'òpera xinesa o teatre cantat tradicional xinès (en xinès, 戲曲 xìqǔ) és el teatre xinès, és a dir fet a la Xina, des dels seus orígens fins al segle xx. Es practica des de la dinastia Tang, amb l'emperador Xuanzong (712-755), que va fundar el "Jardí de peres" (梨园), la primera companyia de teatre que es coneix a la Xina. Es considera "clàssic" o "tradicional" per comparació amb una altra forma de teatre, el 話劇 huajuest, aparegut al segle xx, que és parlat en comptes de cantat i inspirat en el teatre occidental. Vala dir que el teatre xinès i asiàtic en general també va influir enormement a l'escena europea a partir d'aquest segle.
Antigament, la companyia teatral nacional estava gairebé exclusivament al servei dels emperadors. En l'actualitat, les professions relacionades amb el teatre són encara anomenades disciplines del Jardí de les Peres (梨园 子弟). Durant la dinastia Yuan (1279-1368) es van introduir en l'òpera varietats com el Zaju (杂剧), amb actuacions basades en esquemes de rima, i innovacions com els papers especialitzats, com Dan (旦, femení), Sheng (生, masculí) i Chou (丑, pallasso). Actualment, hi ha més de 300 varietats d'òpera xinesa, la més coneguda de les quals és l'Òpera de Pequín, que va prendre la seva forma actual a mitjan segle xix i va ser extremadament popular durant la dinastia Qing (1644-1911).
En l'Òpera de Pequín, les cordes tradicionals de la Xina i els instruments de percussió proveeixen un acompanyament rítmic a l'actuació. La representació es basa en il·lusions, gestos i altres moviments de coreografia, que expressen accions com ara muntar un cavall, remar en un bot o obrir una porta. El diàleg parlat pot ser un text recitat, emprat pels personatges seriosos de la trama, o un text col·loquial, emprat per dones i pallassos. Els papers estan estrictament definits. Els maquillatges elaborats permeten distingir el personatge que s'hi està representant. El repertori tradicional de l'Òpera de Pequín inclou més de 1.000 peces, la majoria provinents de relats històrics sobre enfrontaments polítics i militars.

## Arts escèniques a la Xina

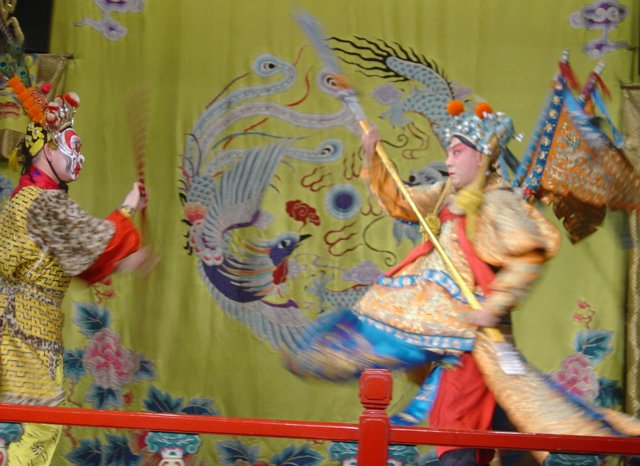
El teatre cantat tradicional xinès pot i sol incloure arts marcials, dansa, acrobàcia, màscares, jocs malabars i altres elements d'arts escèniques.

A Europa més o menys des del segle xvii al XIX va haver una fragmentació, divisió i classificació de les arts escèniques, separant teatre, dansa, música, circ i altres; tal vegada amb l'òpera com a únic gènere que unia posada en escena, gest, cant i música. Això no era així en el passat, per exemple a la comèdia de l'art, ni actualment, quan els gèneres es confonen i no és estrany que un mateix espectacle inclogui música, acrobàcia, dansa, màscares, objectes o altres elements. A Àsia no va haver aquesta diferenciació, i el fet d'anomenar "art escènica", "teatre" (de màscares, cantat, recitat, etc.), "òpera" o d'altres formes parcials aquest gènere és una traducció o punt de vista occidental, de vegades decimonònic. A la Xina, el terme 戲劇 (xiju) es refereix al teatre en general (xiqu i huaju), que inclou totes les formes d'arts escèniques xineses, amb diferents particularitats segons el lloc geogràfic i la cultura de cada lloc, per exemple la llengua o dialecte i el tipus de música.
El xiqu en general es refereix al teatre cantat tradicional i el huaju al teatre parlat d'inspiració europea. El xiqu sovint s'ha inspirat del quyi (曲藝) que, com a Europa els joglars, narren històries, canten i poden fer exhibicions físiques, en el cas xinès per exemple arts marcials. Actualment es poden trobar aquestes formes "pures" però també barrejades entre elles o amb formes d'altres cultures, com l'occidental, o fins i tot amb noves formes emergents o de recent creació.

## Desenvolupament

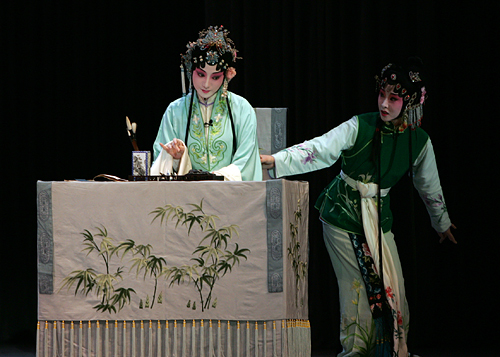
Al teatre tradicional xinès el text dramàtic és sempre cantat, no recitat

En el teatre tradicional xinès no es realitzaven representacions en xinès vernacle i, a més, totes eren cantades. A principis del segle xx, els estudiosos van començar a experimentar amb un model de representació semblant a l'occidental. Després del Moviment del Quatre de Maig de 1919, es van dur a terme nombroses representacions de teatre occidental a la Xina i els escriptors xinesos van començar a imitar-ne l'estil. Potser el més destacat d'aquests dramaturgs fou Cao Yu. Les seves principals obres, La tempesta, L'alba, La selva i L'home de Beijing, es van convertir en un èxit per tot el país.

## L'òpera en la República Popular

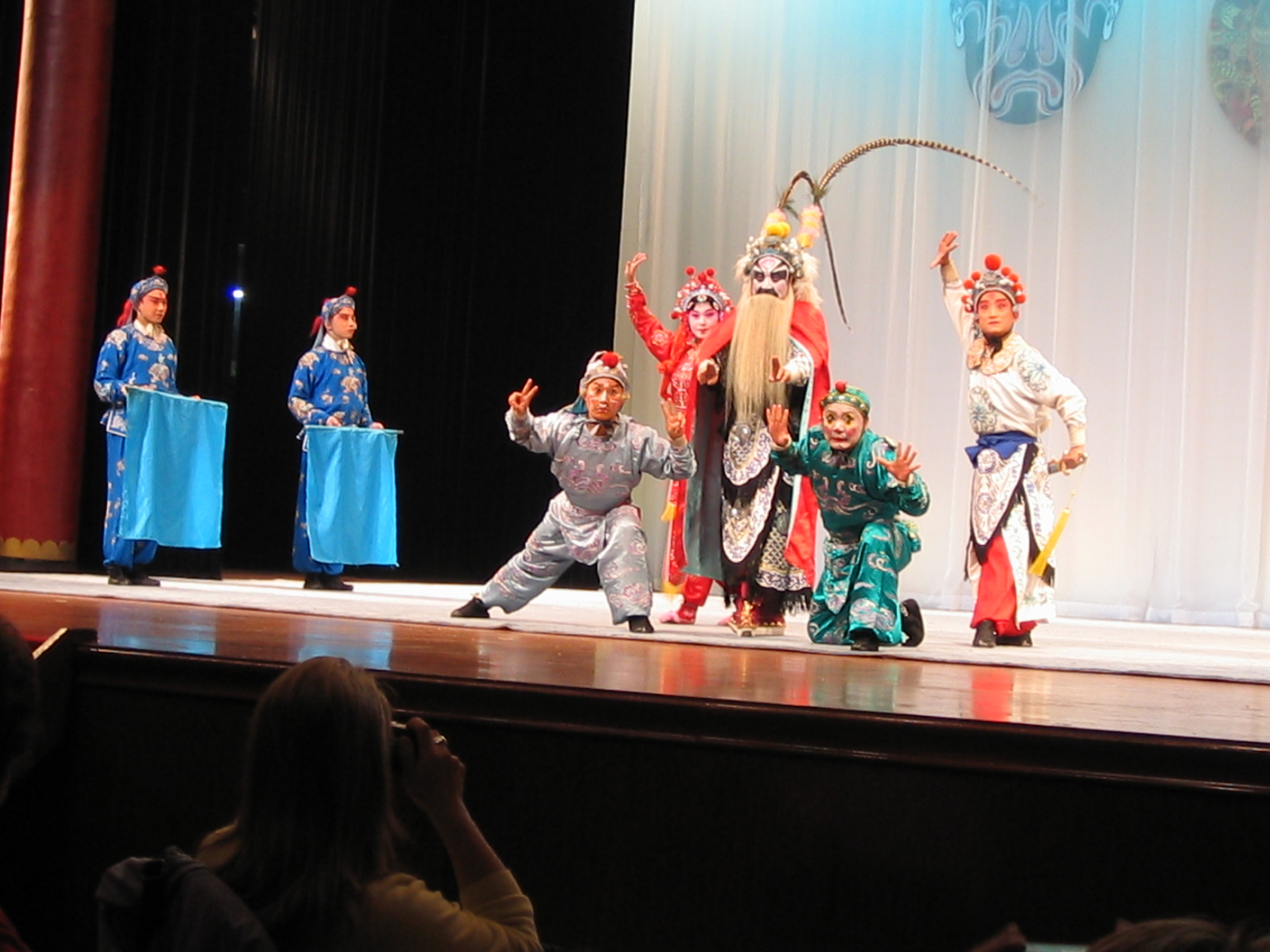
Al teatre de l'òpera de Pequín, any 2008

En els inicis de la República Popular es va promocionar el desenvolupament de l'Òpera de Pequín; es van escriure nombroses obres, tant de temàtica històrica com d'altres de més modernes. Les òperes clàssiques es van continuar representant. Com a forma d'art popular, l'òpera va ser una de les arts que va reflectir els canvis en la política xinesa. A mitjan dècada de 1950, va ser una de les beneficiades en la campanya de les cent flors. Durant la revolució cultural, la majoria de les companyies d'òpera es van dissoldre, els actors i autors van ser perseguits i totes les òperes, amb excepció de les vuit "òperes model", aprovades per Jiang Qing, van ser prohibides. Les representacions d'estil occidental es van qualificar de "drames mortals" i d'"herbes verinoses", i tampoc es van permetre. Després de la caiguda de la Banda dels quatre el 1976, l'Òpera de Pequín va viure una recuperació i va esdevenir un entreteniment popular, tant en els teatres com en la televisió.